# Benny Morton
Benny Morton (New York, 31 januari 1907 - aldaar, 28 december 1985) was een Amerikaanse jazz-trombonist uit het swingtijdperk. Hij speelde in veel orkesten en beïnvloedde latere trombonisten als Kai Winding en Eddie Bert.
Morton leerde trombone spelen toen hij kind was. In 1923 speelde hij in de band van Clarence Holiday, de vader van Billie Holiday; overdag ging hij naar school. Hij werkte er drie jaar en ging daarna naar het orkest van Fletcher Henderson, waar hij speelde in de periodes 1927-1929 en 1931-1932. Van 1932 tot 1937 was hij actief in de band van Don Redman en daarna speelde hij bij Count Basie (tot 1939). In deze periode begeleidde hij met andere leden van Basies orkest Billie Holiday op plaatopnames. Morton speelde in de orkesten van Chick Webb en componist en arrangeur Raymond Scott.
Vanaf 1940 was Morton actief in kleinere combo's, van pianist Teddy Wilson, Joe Sullivan en Edmond Hall (1943-1946). Na zijn tijd bij Hall had Morton enkele jaren een eigen groep, daarna speelde hij in theaterorkesten op Broadway (2 jaar 'Jamaica' met Lena Horne) en deed hij werk voor radio en in platenstudio's (jaren vijftig en zestig). In deze periode maakte hij plaatopnames met onder meer Buck Clayton en Ruby Braff. In de jaren zestig speelde hij met Bobby Hackett, Wild Bill Davison en Sy Oliver en in de jaren zeventig trad hij op met The World's Greatest Jazz Band. Ook toerde hij met The Top Brass (met Bob Brookmeyer, Maynard Ferguson, Clark Terry en Doc Cheatham) en Saints and Sinners (met Bud Freeman, Bob Wilber en Yank Lawson).

## Discografie
- Benny Morton 1934-1945, Classics, 1997